# 2047
2047 (MMXLVII) — невисокосний рік за григоріанським календарем, що починається у вівторок. Це 2047 рік нашої ери, 47 рік 3 тисячоліття, 47 рік XXI століття, 7 рік 5-го десятиліття XXI століття, 8 рік 2040-х років.

## Очікувані події
- 1 липня закінчується термін надання статусу спеціального адміністративного району КНР Гонконгу, заснованого на принципі «одна країна — дві системи». Входячи до складу КНР, Гонконг має велику автономію, зокрема, власні закони; правова, митна та грошова система; право участі у міжнародних організаціях та ін.[1]
- 16 серпня виповниться 70 років із дня смерті Елвіса Преслі, отже 17 серпня його музика перейде у суспільне надбання.

## Вигадані події
- Дія шутера Crysis 3 розгортається 2047 року у Нью-Йорку.